# Eureca (exclamação)
Eureca!, Eureka!, Heureka! ou Heureca! (em grego, ηὕρηκα/εὕρηκα – "Encontrei!") é uma famosa exclamação atribuída ao matemático grego Arquimedes de Siracusa (287–212 a.C.). 
Eureka é uma interjeição que significa “encontrei” ou “descobri”, exclamação que ficou famosa mundialmente por Arquimedes de Siracusa. É normalmente pronunciada por alguém que acaba de encontrar a solução para um problema difícil. O termo tem a sua origem etimológica na palavra grega “heúreka”, o pretérito perfeito do indicativo do verbo “heuriskéin” que significa “achar” ou “descobrir”.

## Origem da expressão
A palavra “eureka” foi supostamente pronunciada pelo cientista grego Arquimedes (287 a.C. – 212 a.C.), quando descobriu como resolver um complexo dilema apresentado pelo rei Hierão II. O rei queria saber o volume de ouro em sua coroa. Arquimedes sabia que para isso deveria determinar a densidade da coroa e comparar com a densidade do ouro. O problema complicado era como medir o volume da coroa sem a derreter. Arquimedes descobriu a solução quando entrou numa banheira com água e observou que o nível da água subia quando ele entrava. Concluiu então que para medir o volume da coroa bastava mergulhar a coroa em água e calcular o volume de água deslocado, que deveria ser equivalente. Conta-se que ele saiu nu, correndo pelas ruas e gritando eufórico: “Eureka! Eureka!” (Achei! Achei!). "O Princípio de Arquimedes" foi como ficou conhecida a descoberta do grande cientista grego.

## Arquimedes

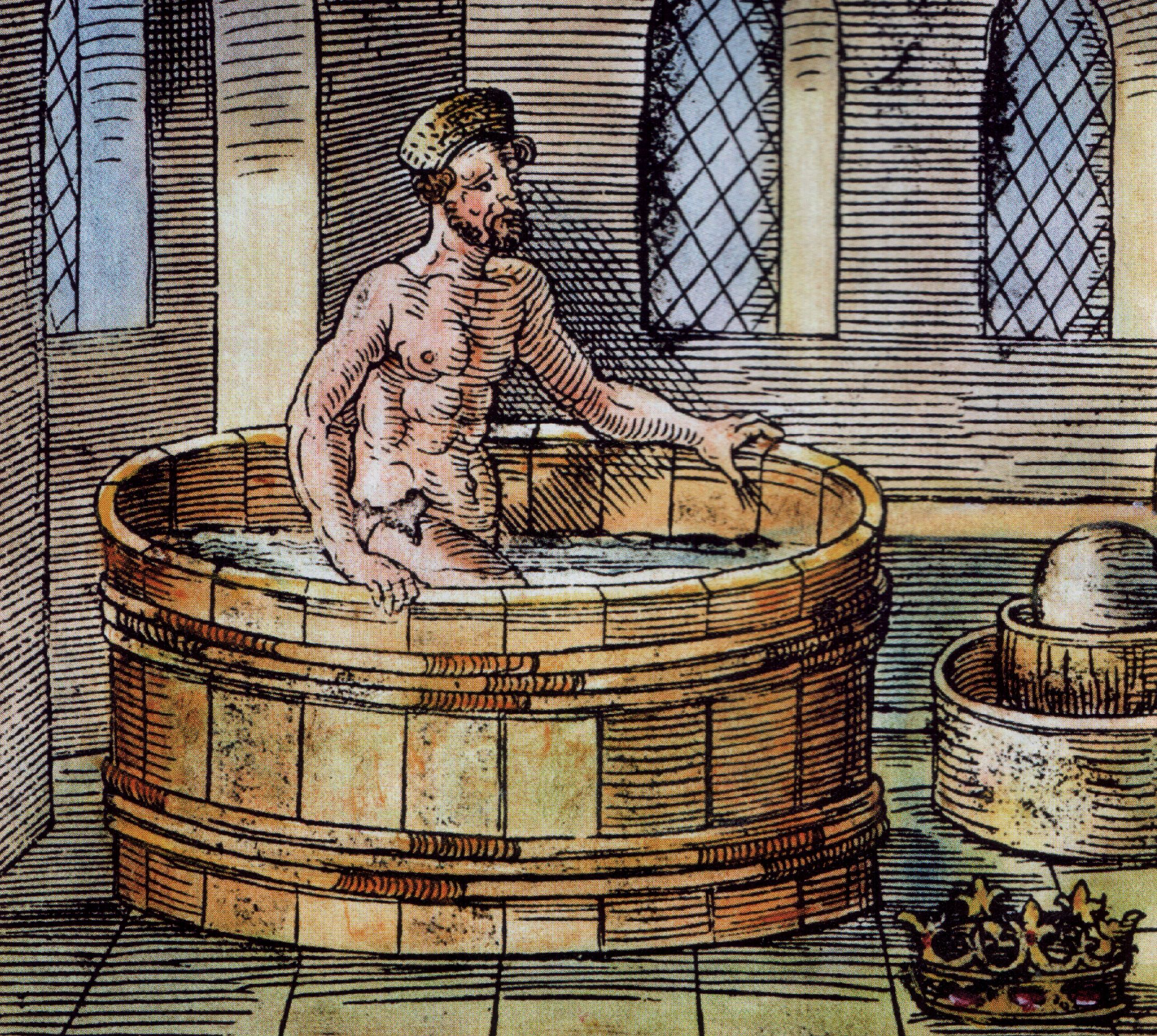
Ilustração do século 16 de Arquimedes no banho, com a coroa de Hiero no canto inferior direito

A exclamação "Eureka!" é atribuída ao antigo estudioso grego Arquimedes. Ele teria proclamado "Eureka! Eureka!" depois de ter entrado em um banho e notado que o nível da água subia, quando de repente entendeu que o volume de água deslocado deveria ser igual ao volume da parte de seu corpo que ele havia submergido. (Essa relação não é o que é conhecido como princípio de Arquimedes – que lida com o impulso ascendente experimentado por um corpo imerso em um fluido.) Ele então percebeu que o volume de objetos irregulares poderia ser medido com precisão, um problema anteriormente intratável. Diz-se que ele estava tão ansioso para compartilhar sua descoberta que pulou de sua banheira e correu nu pelas ruas de Siracusa.
A visão de Arquimedes levou à solução de um problema colocado por Hierão II de Siracusa, sobre como avaliar a pureza de uma coroa votiva dourada irregular; Ele havia dado ao seu ourives o ouro puro a ser usado, e corretamente suspeitou que ele tinha sido enganado pelo ourives removendo ouro e adicionando o mesmo peso de prata. Equipamentos para pesar objetos com uma boa quantidade de precisão já existiam, e agora que Arquimedes também podia medir volume, sua proporção daria à densidade do objeto, um importante indicador de pureza (já que o ouro é quase duas vezes mais denso que a prata e, portanto, tem peso significativamente maior para o mesmo volume).

## Matemática

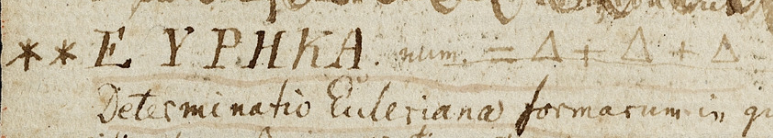
Entrada do diário de Gauss relacionada à soma de números triangulares (1796)

Outro matemático, Carl Friedrich Gauss, ecoou Arquimedes quando, em 1796, escreveu em seu diário: "ΕΥΡΗΚΑ! num = Δ + Δ + Δ", referindo-se à sua descoberta de que qualquer inteiro positivo poderia ser expresso como a soma de, no máximo, três números triangulares. Este resultado é agora conhecido como teorema de Eureka de Gauss e é um caso especial do que mais tarde ficou conhecido como teorema dos números poligonais de Fermat.